# Zbrojní průkaz
Zbrojní průkaz je v České republice podle zákona č. 119/2002 Sb., o zbraních „veřejná listina, která fyzickou osobu opravňuje k nabývání vlastnictví a držení zbraně nebo střeliva do těchto zbraní v rozsahu oprávnění stanovených pro jednotlivé skupiny zbrojního průkazu a v rozsahu těchto oprávnění k jejich nošení“. Popisu zbrojního průkazu a práv a povinností jeho držitele se věnuje hlava IV zákona o zbraních.
Do roku 1938 držení a nošení zbraní upravoval císařský patent 223/1852 ř. z., o výrobě, obchodu a držení zbraní a střeliva a nošení zbraní (zbrojní patent). V § 8 říká: „Míti zbraň a munici zapovězenou dovoleno jest vůbec jen tomu, kdo k tomu obdrží zvláštní povolení.“ O povolení se žádalo u zemského politického úřadu. Podle § 17 „každý, kdo nemůže některý z případů výjimečných, v §§ 15 a 16 uvedených, na sebe vztahovati, obdrží povolení k nošení zbraně toliko udělením pasu zbrojního, který se však smí vydávati jenom osobám nepodezřelým.“ K patentu byla následujícího roku vydána řada prováděcích nařízení, přičemž některá z nařízení rovněž používají termín zbrojní pas. Podle zákona 81/1938 Sb. se povolení k držení střelné zbraně nebo střeliva vůbec nebo jiné zbraně v množství převyšujícím osobní potřebu nazývalo zbrojní list a vydával jej okresní úřad. Podle zákona 162/1949 Sb. se povolení okresního národního výboru k nošení zbraně a střeliva nazývalo zbrojní pas, zákon č. 147/1983 Sb. s účinností od 1. dubna 1984 místo něj zavedl zbrojní průkaz, který vydávala okresní (obvodní, městská) správa Sboru národní bezpečnosti, přičemž v přechodném ustanovení zmiňuje doklady vydané podle předchozího zákona jako „povolení k držení…“ a přiznává jim platnost po dobu na nich uvedenou. České zákony č. 288/1995 Sb. a 198/2002 Sb.
Pro cestování se zbraní po Evropské unii se vydává evropský zbrojní pas podle § 49 zákona o zbraních.

## Skupiny zbrojního průkazu
Podle účelu užívání zbraně nebo střeliva a podle rozsahu oprávnění se zbrojní průkaz dělí do následujících skupin:
- A – ke sběratelským účelům
- B – ke sportovním účelům
- C – k loveckým účelům
- D – k výkonu zaměstnání nebo povolání (sloučené skupiny D a E podle starého zákona o zbraních č. 288/1995 Sb.)
- E – k ochraně života, zdraví nebo majetku (sloučené skupiny F a G podle starého zákona o zbraních č. 288/1995 Sb.)

Skupiny zbrojního průkazu se může v zahraničí rozdělovat na další skupiny. Např. Spojené státy americké a Velká Británie dělí do dvou skupin: jednoruční (pistole, revolvery…) a dvojruční (pušky, brokovnice…).

## Podmínky pro vydání zbrojního průkazu
Zbrojní průkaz lze vydat osobě, která splňuje tyto podmínky:
- věková hranice a svéprávnost
- bezúhonnost a spolehlivost
- zdravotní způsobilost
- odborná způsobilost
- místo pobytu na území České republiky

### Věková hranice a svéprávnost
Věková hranice pro vydání zbrojního průkazu skupiny A, D nebo E je 21 let; zbrojní průkaz skupiny B nebo C lze vydat osobám starším 18 let. Nutnou podmínkou je také plná svéprávnost.
Výjimkou je vydání zbrojního průkazu skupiny B osobě starší 15 let, která je členem občanského sdružení zabývajícího se sportovní činností podle národních nebo mezinárodních pravidel a řádů a součástí této činnosti je střelba; nebo zbrojního průkazu skupiny C žáku střední školy nebo středního odborného učiliště staršímu 16 let, pokud v osnovách školy či učiliště je zahrnuta výuka myslivosti; nebo zbrojního průkazu skupiny D žáku střední školy nebo středního odborného učiliště staršímu 18 let, pokud je v osnovách školy zahrnuta výuka puškařského oboru nebo střeliva.

### Bezúhonnost a spolehlivost
Podmínky bezúhonnosti a spolehlivosti jsou popsány v § 22 a 23 zákona o zbraních. Jejich účelem je zabránit tomu, aby zbrojní průkaz získala osoba, která se v minulosti dopustila úmyslného trestného činu nebo některých přestupků. Např. prokazatelně nadměrně požívá alkoholické nápoje nebo prokazatelně požívá návykové látky, opakovaně se dopouští přestupků proti občanskému soužití apod. „Bezúhonnost“ je zjišťována z Rejstříku trestů, „spolehlivost“ z příslušného obecního úřadu evidujícího přestupky.

### Zdravotní a odborná způsobilost
Posudek o zdravotní způsobilosti vydává posuzující lékař na základě výsledku lékařské prohlídky, popřípadě psychologického vyšetření a dalších potřebných vyšetření. Přesný postup při posuzování zdravotní způsobilosti určuje vyhláška ministerstva zdravotnictví č. 493/2002 Sb.
Odbornou způsobilost prokazuje žadatel během zkoušky před zkušebním komisařem. Zkouška se skládá z teoretické části (písemný test) a praktické části (bezpečná manipulace se zbraní a střelivem a střelba na pevný cíl). Přesný popis zkoušky popisuje třetí část vyhlášky ministerstva vnitra č. 384/2002 Sb.

## Doba platnosti zbrojního průkazu
Doba platnosti zbrojního průkazu je 5 let pro průkazy vydané do konce května 2014 a pro průkazy vydané od 1. července 2014 je platnost zbrojních průkazů podle nového zákona 10 let. Zbrojní průkaz lze vydat podle posudku o zdravotní způsobilosti s dobou platnosti kratší než 5 let podle starého zákona, respektive 10 let podle nového zákona.
Žádost o prodloužení zbrojního průkazu podává držitel příslušnému útvaru policie nejméně 2 měsíce a nejdříve 6 měsíců před uplynutím doby platnosti zbrojního průkazu. K žádosti se připojuje pouze posudek o zdravotní způsobilosti ne starší než 3 měsíce a 1 fotografie, doklad o odborné způsobilosti se k žádosti o prodloužení již nepřipojuje. Pokud držiteli platnost zbrojního průkazu propadne, musí opakovat kompletně celý proces k získání nového zbrojního průkazu, jako kdyby o zbrojní průkaz žádal poprvé (žádost, zkoušky, lékař atd.). Nový doklad je vydán výměnou za průkaz dosavadní, s dobou platnosti navazující na dobu platnosti stávajícího platného zbrojního průkazu a platí do doby uvedené v lékařském posudku.
Držitelé zbrojního průkazu skupiny D jsou povinni se podrobit lékařské prohlídce každých 5 let u lékaře, který zajišťuje pro zaměstnavatele závodní preventivní péči nebo u svého praktického lékaře, ostatní držitelé zbrojních průkazů skupin A, B, C a E při obnovení platnosti zbrojních průkazů jsou povinni podrobit se lékařské prohlídce jednou za 10 let.
Cena za vystavení zbrojního průkazu je přitom individuální. Zahrnuje pevně stanovené poplatky policii a zkušebnímu komisaři, k nimž je potřeba přičíst již proměnnou výši plateb obvodnímu lékaři a případným specialistům nebo poplatek za využití střelnice při zkoušce a náklady na praktickou přípravu ke zkoušce.